# Oclusiva linguolabial sorda
La consonante oclusiva linguolabial sorda es un tipo de sonido consonántico presente en algunas lenguas orales. Los símbolos en el Alfabeto Fonético Internacional que representan a este sonido son ⟨t̼⟩ y ⟨p̺⟩.

## Características
Características de la oclusiva linguolabial sorda:
- Su modo de articulación es oclusiva, lo que significa que es producida obstruyendo el aire en el tracto vocal.
- Su punto de articulación es linguolabial, lo que significa que es articulada con el ápice de la lengua y el labio superior.
- Su fonación es sorda, lo que significa que se produce sin hacer vibrar las cuerdas vocales.
- Es una consonante oral, lo que significa que el aire escapa por la boca y no por la nariz.
- El mecanismo de la corriente de aire es pulmonar, lo que significa que se articula empujando el aire únicamente con los pulmones y el diafragma, como ocurre con la mayoría de los sonidos del habla.

## Ocurrencia
| Idioma | Idioma | Palabra | AFI    | Significado | Notas |
| ------ | ------ | ------- | ------ | ----------- | ----- |
| Tangoa | Tangoa | p̈ep̈e    | [t̼et̼e] | 'mariposa'  |       |